# Halowe Mistrzostwa Europy w Lekkoatletyce 1975 – bieg na 60 m przez płotki mężczyzn
Bieg na 60 metrów przez płotki mężczyzn – jedna z konkurencji biegowych rozgrywanych podczas halowych lekkoatletycznych mistrzostw Europy w hali Rondo w Katowicach. Eliminacje, półfinały i bieg finałowy zostały rozegrane 9 marca 1975. Zwyciężył reprezentant Polski Leszek Wodzyński. Tytułu zdobytego na poprzednich mistrzostwach nie obronił Anatolij Mosziaszwili ze Związku Radzieckiego, który tym razem odpadł w półfinale. Frank Siebeck z Niemieckiej Republiki Demokratycznej w półfinale wyrównał nieoficjalny halowy rekord świata wynikiem 7,66 s.

## Rezultaty

### Eliminacje
Rozegrano 4 biegi eliminacyjne, do których przystąpiło 23 biegaczy. Awans do półfinału dawało zajęcie jednego z pierwszych dwóch miejsc w swoim biegu (Q). Skład półfinałów uzupełniło czterech zawodników z najlepszym czasem wśród przegranych (q).
Opracowano na podstawie materiału źródłowego.
Bieg 1
| Miejsce | Zawodnik              | Czas | Uwagi |
| ------- | --------------------- | ---- | ----- |
| 1       | Gianfranco Buttari    | 7,95 | Q     |
| 2       | Anatolij Mosziaszwili | 7,98 | Q     |
| 3       | Dieter Gebhard        | 8,11 |       |
| 4       | Gaetano Calleja       | 8,15 |       |
| 5       | Efstratios Wasiliu    | 8,21 |       |
| 6       | Jiří Čeřovský         | 8,29 |       |

Bieg 2
| Miejsce | Zawodnik           | Czas | Uwagi |
| ------- | ------------------ | ---- | ----- |
| 1       | Leszek Wodzyński   | 7,76 | Q     |
| 2       | Ervin Sebestyen    | 7,86 | Q     |
| 3       | Yves Kirpach       | 8,06 | q     |
| 4       | Jean-Pierre Corval | 8,07 |       |
| 5       | Georgios Mandellos | 8,15 |       |
| 6       | Beat Pfister       | 8,24 |       |

Bieg 3
| Miejsce | Zawodnik              | Czas | Uwagi |
| ------- | --------------------- | ---- | ----- |
| 1       | Eduard Pieriewierziew | 7,75 | Q     |
| 2       | Klaus Fiedler         | 7,76 | Q     |
| 3       | Jan Pusty             | 7,84 | q     |
| 4       | Bruno Dussancourt     | 8,02 | q     |
| 5       | Lorand Milassin       | 8,10 |       |
| 6       | Steen Petersen        | 8,40 |       |

Bieg 4
| Miejsce | Zawodnik           | Czas | Uwagi |
| ------- | ------------------ | ---- | ----- |
| 1       | Frank Siebeck      | 7,75 | Q     |
| 2       | Mirosław Wodzyński | 7,78 | Q     |
| 3       | Wiktor Miasnikow   | 7,81 | q     |
| 4       | Július Ivan        | 8,08 |       |
| 5       | Nurullah Candan    | 8,80 |       |

### Półfinały
Rozegrano 2 biegi półfinałowe, w których wystartowało 12 biegaczy. Awans do finału dawało zajęcie jednego z dwóch pierwszych miejsc w swoim biegu (Q). Skład finał uzupełniło dwóch zawodników z najlepszym czasem wśród przegranych (q).
Opracowano na podstawie materiału źródłowego.
Bieg 1
| Miejsce | Zawodnik              | Czas | Uwagi |
| ------- | --------------------- | ---- | ----- |
| 1       | Frank Siebeck         | 7,66 | Q, =  |
| 2       | Mirosław Wodzyński    | 7,73 | Q     |
| 3       | Eduard Pieriewierziew | 7,77 | q     |
| 4       | Ervin Sebestyen       | 7,80 |       |
| 5       | Gianfranco Buttari    | 7,95 |       |
| 6       | Yves Kirpach          | 8,26 |       |

Bieg 2
| Miejsce | Zawodnik              | Czas | Uwagi |
| ------- | --------------------- | ---- | ----- |
| 1       | Klaus Fiedler         | 7,75 | Q     |
| 2       | Wiktor Miasnikow      | 7,76 | Q     |
| 3       | Leszek Wodzyński      | 7,78 | q     |
| 4       | Jan Pusty             | 7,85 |       |
| 5       | Anatolij Mosziaszwili | 7,86 |       |
| 6       | Bruno Dussancourt     | 8,08 |       |

### Finał
Opracowano na podstawie materiału źródłowego.
| Miejsce | Zawodnik              | Czas |
| ------- | --------------------- | ---- |
| 1       | Leszek Wodzyński      | 7,69 |
| 2       | Frank Siebeck         | 7,69 |
| 3       | Eduard Pieriewierziew | 7,74 |
| 4       | Klaus Fiedler         | 7,77 |
| 5       | Mirosław Wodzyński    | 7,85 |
| 6       | Wiktor Miasnikow      | 8,04 |